# 에린 피츠제럴드

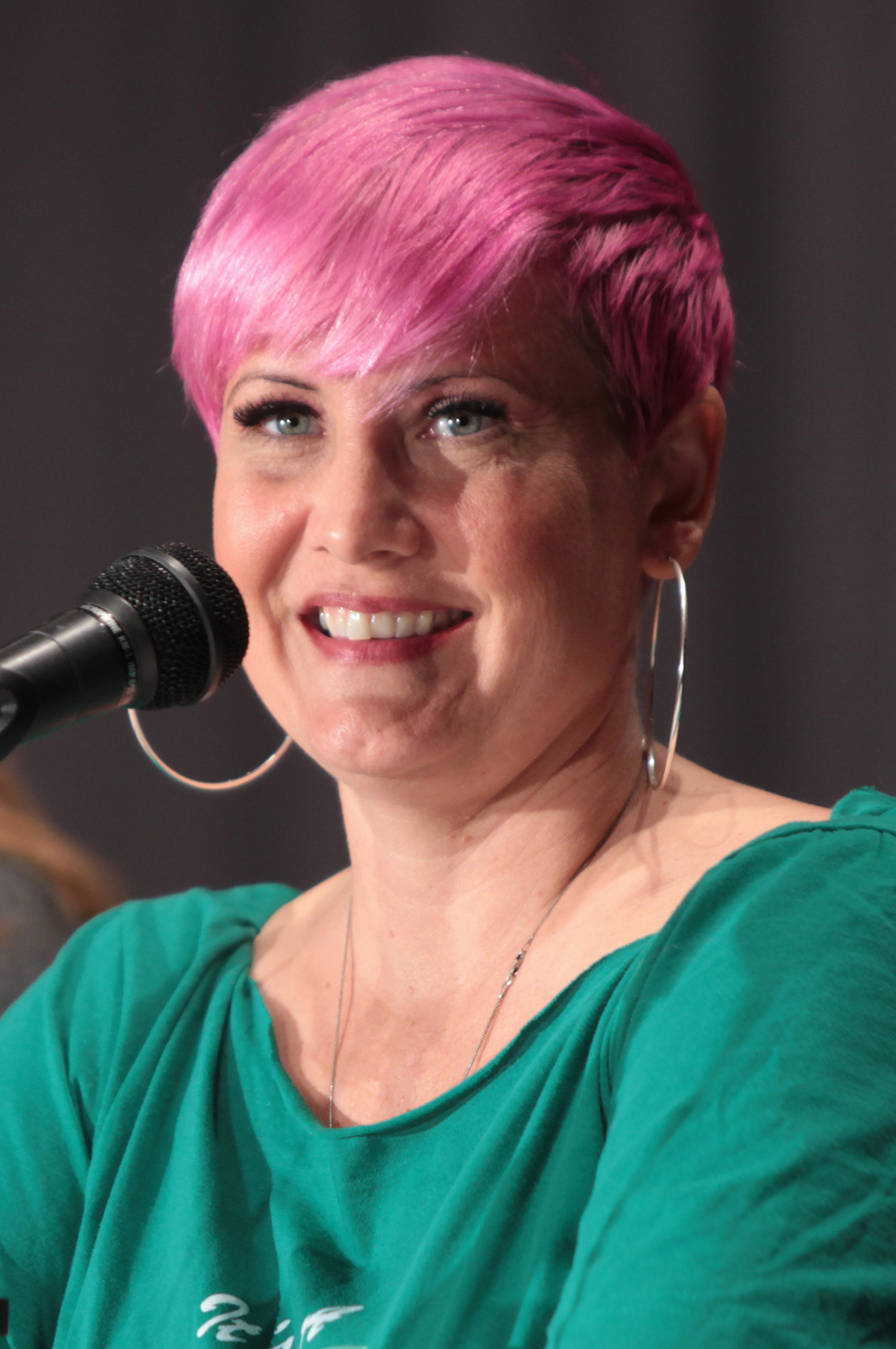

에린 피츠제럴드(Erin Fitzgerald, 1972년 9월 21일 ~ )는 캐나다의 성우, 배우, 텔레비전 배우, 영화배우이다.
빅토리아에서 태어났다.

## 영화
- 레고 프렌즈:걸즈 포 라이프 (2016년)
- 에버 애프터 하이 시즌4 (2016년) - 레이븐 목소리 역
- 에버 애프터 하이 시즌2 (2016년) - 레이븐 목소리 역
- 에버 애프터 하이 시즌3 (2016년) - 레이븐 목소리 역
- 몬스터 하이: 헌티드 (2015년)
- 맥스 & 미 (2015년)
- 몬스터 하이: 공포의 퓨전 (2014년)
- 정글번치: 너구리 해적단과 보물지도 (2014년)
- 몬스터 하이: 13 위시스 (2013년)
- 에버 애프터 하이 시즌1 (2013년) - 레이븐 목소리 역
- 눈의 여왕 (2012년) - 영어 더빙 역
- 데드 스페이스 - 애프터매스 (2011년)
- 몬스터 하이 (2010년) - 애비 보미너블/스펙트라 본더지스트 역
- 푸시캣 클럽 (2001년)
- 바운티 헌터 (1996년)